# Moules-frites

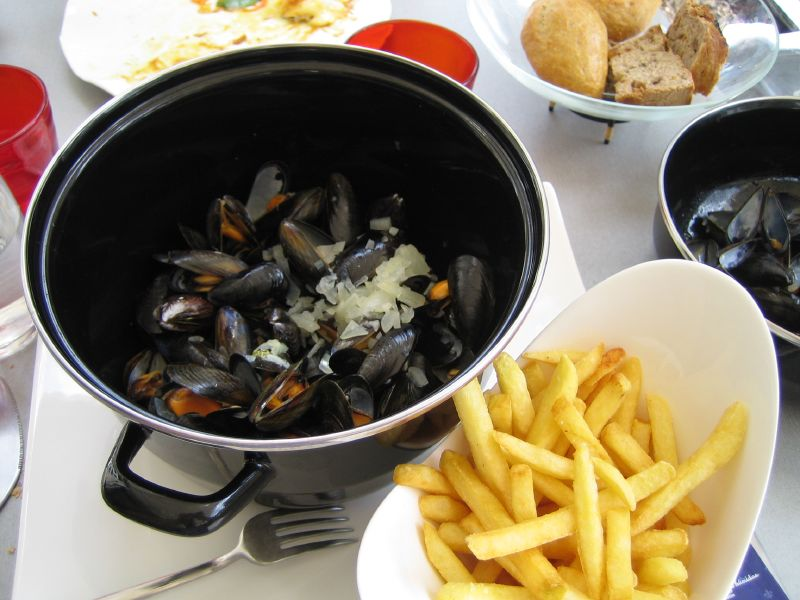
Moules frites in dem typischen schwarzen Kochtopf serviert

Moules-frites, auch Moules Frites oder Moules et frites (französisch für Miesmuscheln mit Pommes frites), flämisch mosselen-friet, sind ein in Belgien und Frankreich sowie angrenzenden Gebieten populäres Gericht.
Diese Speise besteht aus frischen, zumeist im Topf servierten Miesmuscheln in Gemüsesud, die mit Pommes frites serviert werden.

## Variationen
Es existiert eine Vielzahl von Variationen, unter anderem:
- Moules marinières mit Schalotten, Weißwein und Petersilie
- Moules à la crème mit Weißwein und Sahne
- Moules à la crème de roquefort mit cremiger Blauschimmelkäse-Sauce
- Moules à la provençale mit Tomaten und Knoblauch

## Rezeption in der Kunst
Der Büchnerpreisträger Jan Wagner schrieb ein Gedicht mit dem Titel moules et frites. Der belgische Musiker und Produzent Stromae veröffentlichte 2013 auf seinem zweiten Studioalbum Racine carrée ein Stück mit dem Titel Moules frites.